# Gran maestri della Gran loggia di Scozia
Qui di seguito sono raggruppati i gran maestri della Gran loggia di Scozia della massoneria, dalla sua fondazione ai giorni d'oggi:
1. 1736–1737: William St Clair of Roslin
2. 1737–1738: George Mackenzie, III conte di Cromartie
3. 1738–1739: John Keith, III conte di Kintore (G.M. della Loggia d'Inghilterra; 1740)
4. 1739–1740: James Douglas, XIV conte di Morton (G.M. della Loggia d'Inghilterra; 1741)
5. 1740–1741: Thomas Lyon, VIII conte di Strathmore and Kinghorne (G.M. della Loggia d'Inghilterra; 1744)
6. 1741–1742: Alexander Melville, V conte di Leven
7. 1742–1743: William Boyd, IV conte di Kilmarnock
8. 1743–1744: James Wemyss, V conte di Wemyss
9. 1744–1745: James Stuart, VIII conte di Moray
10. 1745–1746: Henry Erskine, X conte di Buchan
11. 1746–1747: William Nisbet
12. 1747–1748: Francis Charteris, VIII conte di Wemyss
13. 1748–1749: Hugh Seton
14. 1749–1750: Thomas Erskine, Lord Erskine (giacobita conte di Mar)
15. 1750–1751: Alexander Montgomerie, X conte di Eglinton
16. 1751–1752: James Hay, XV conte di Erroll
17. 1752–1753: George Drummond (Lord Prevosto di Edimburgo)
18. 1753–1754: Charles Hamilton Gordon
19. 1754–1755: James Forbes, XVI Lord Forbes
20. 1755–1757: Sholto Douglas, XV conte di Morton (G.M. della Loggia d'Inghilterra; 1757-61)
21. 1757–1759: Alexander Stewart, VI conte di Galloway
22. 1759–1761: David Melville, VI conte di Leven
23. 1761–1763: Charles Bruce, V Conte di Elgin
24. 1763–1765: Thomas Erskine, VI conte di Kellie (G.M. della Loggia Antica d'Inghilterra: 1760-66)
25. 1765–1767: James Stewart, Lord Prevosto di Edimburgo) 1765-67
26. 1767–1769: George Ramsay, VIII conte di Dalhousie
27. 1769–1771: James Adolphus Oughton
28. 1771–1773: Patrick McDouall, VI conte di Dumfries
29. 1773–1774: John Murray, III duca di Atholl (G.M. della Loggia Antica d'Inghilterra 1771-74)
30. 1774–1776: David Dalrymple, Lord Hailes
31. 1776–1778: Sir William Forbes, VI baronetto
32. 1778–1780: John Murray, IV duca di Atholl (G.M. della Loggia Antica d'Inghilterra; 1775-81; 1791-1813)
33. 1780–1782: Alexander Lindsay, XXIII conte di Crawford
34. 1782–1784: David Erskine, XI conte di Buchan
35. 1784–1786: George Gordon, Lord Haddo
36. 1786–1788: Francis Douglas, VIII conte di Wemyss
37. 1788–1790: Francis Napier, VIII Lord Napier
38. 1790–1792: George Douglas, XVI conte di Morton
39. 1792–1794: George Gordon, V duca di Gordon
40. 1794–1796: William Kerr, VI marchese di Lothian
41. 1796–1798: Francis Stuart, X conte di Moray
42. 1798–1800: Sir James Stirling, I baronetto (Lord Prevosto di Edimburgo)
43. 1800–1802: Charles Montagu-Scott, IV duca di Buccleuch
44. 1802–1804: George Gordon, IX marchese di Huntly
45. 1804–1806: George Ramsay, IX conte di Dalhousie
46. 1806–1820: Giorgio d'Inghilterra, Duca di Rothesay (Giorgio d'Inghilterra, salito poi al trono inglese, mantenne comunque la prerogativa di Gran Maestro della Gran Loggia di Scozia, nominando però ad operare in suo nome dei vice-gran maestri:)
  - 1806–1808: Francis Rawdon-Hastings, I marchese di Hastings
  - 1808–1810: William Maule, I barone Panmure
  - 1810–1812: James St Clair-Erskine, II conte di Rosslyn
  - 1812–1814: Robert Haldane-Duncan, I conte di Camperdown
  - 1814–1816: James Duff, IV conte Fife
  - 1816–1818: John Majoribanks
  - 1818–1820: George Hay, VIII marchese di Tweeddale
47. 1820–1822: Alexander Hamilton, X duca di Hamilton
48. 1822–1824: George Campbell, VI duca di Argyll
49. 1824–1826: John Campbell, II marchese di Breadalbane
50. 1826–1827: Thomas Hay-Drummond, XI conte di Kinnoull
51. 1827–1830: Francis Wemyss-Charteris, IX conte di Wemyss
52. 1830–1832: George Kinnaird, IX Lord Kinnaird
53. 1832–1833: Henry Erskine, XII conte di Buchan
54. 1833–1835: William Hamilton, XI duca di Hamilton
55. 1835–1836: Alexander Murray, VI conte di Dunmore
56. 1836–1838: James Broun-Ramsay, I marchese di Dalhousie
57. 1838–1840: Sir James Forrest, I baronetto (Lord Prevosto di Edimburgo)
58. 1840–1841: George Leslie, XV conte di Rothes
59. 1841–1843: Lord Frederick FitzClarence
60. 1843–1864: George Murray, VI duca di Atholl
61. 1864–1867: John Whyte-Melville
62. 1867–1870: Fox Maule Ramsay, XI conte di Dalhousie
63. 1870–1873: Robert St Clair-Erskine, IV conte di Rosslyn
64. 1873–1882: Sir Michael Shaw-Stewart, VII baronetto
65. 1882–1885: Walter Erskine, XI conte di Mar
66. 1885–1892: Archibald Campbell, I barone Blythswood
67. 1892–1893: George Baillie-Hamilton, XI conte di Haddington
68. 1893–1897: Sir Charles Dalrymple di Newhailes, I baronetto
69. 1897–1900: Alexander Fraser, XIX Lord Saltoun
70. 1900–1904: James Hozier, II barone Newlands
71. 1904–1907: Charles Maule Ramsay
72. 1907–1909: Thomas Gibson-Carmichael, I barone Carmichael (Gran Maestro della Loggia Victoria in Australia, 1909-12)
73. 1909–1913: John Stewart-Murray, VIII duca di Atholl
74. 1913–1916: Robert King Stewart
75. 1916–1920: Sir Robert Gordon Gordon-Gilmour, I baronetto
76. 1920–1921: Archibald Montgomerie, XVI conte di Eglinton
77. 1921–1924: Edward Bruce, X conte di Elgin
78. 1924–1926: John Dalrymple, XII conte di Stair
79. 1926–1929: Archibald Douglas, IV barone Blythswood
80. 1929–1931: Alexander Archibald Hagart-Speirs
81. 1931–1933: Robert Hamilton-Udny, XI Lord Belhaven e Stenton
82. 1933–1935: Alexander Fraser, XX Lord Saltoun
83. 1935–1936: Sir Iain Colquhoun of Luss, VII baronetto
84. 1936–1937: Giorgio d'Inghilterra, Duca di York (poi re col nome di Giorgio VI)
85. 1937–1939: Sir Norman Orr-Ewing, IV baronetto
86. 1939–1942: Robert Balfour, III conte di Balfour
87. 1942–1945: John Christie Stewart
88. 1945–1949: Randolph Stewart, XII conte di Galloway
89. 1949–1953: Malcolm Barclay-Harvey (G.M dell'Australia del Sud, 1941-44)
90. 1953–1957: Alexander Macdonald, VII barone Macdonald di Slate
91. 1957–1961: Archibald Montgomerie, XVII conte di Eglinton
92. 1961–1965: Andrew Bruce, XI conte di Elgin
93. 1965–1969: Sir Ronald Orr-Ewing, V baronetto
94. 1969–1974: David Liddell-Grainger
95. 1974–1979: Robert Wolrige Gordon
96. 1979–1983: James Wilson McKay
97. 1983–1985: J. M. Marcus Humphrey
98. 1985–1993: Sir Gregor MacGregor, VI baronetto
99. 1993–1999: Michael Baillie, III barone Burton
100. 1999–2004: Sir Archibald Orr-Ewing, VI baronetto
101. 2004–2005: Il M. Rev. Canonico Joseph Morrow
102. 2005–2008: Sir Archibald Donald Orr-Ewing, VI baronetto
103. 2008–in carica:  Charles Ian R. Wolridge Gordon